# Gunnar Samuelsson
Gunnar Samuelsson   (2 de maig de 1927 - 4 de novembre de 2007) fou un esquiador de fons i biatleta suec que va competir durant les dècades de 1950 i 1960.
El 1956 va prendre part als Jocs Olímpics d'Hivern de Cortina d'Ampezzo, on va disputar tres proves del programa d'esquí de fons. Fent equip amb Lennart Larsson, Per-Erik Larsson i Sixten Jernberg guanyà la medalla de bronze en la prova del relleu 4x10 quilòmetres, mentre en els 30 quilòmetres fou onzè i en els 15 quilòmetres quinzè.
A nivell nacional va guanyar quatre campionats de Suècia en el relleu de 4x10 km (1956, 1957, 1959 i 1960). Els darrers anys de la seva carrera esportiva els dedicà al biatló.